# Апуре (река)
Апуре (на испански: Rio Apure) е река във Венецуела, ляв приток на река Ориноко. Дължината ѝ е 1095 km, а площта на водосборния басейн – 121 400 km² (12.28% от водосборния басейн на Ориноко).
Река Апуре води началото си на 2740 m н.в. под името Урибанте, от южния склон на планината Кордилера де Мерида, в югозападната част на Венецуела. С изключение на най-горното си течение, където е типична планинска река, по цялото си протежение тече на изток през силно заблатените и залесени равнини на Лянос Ориноко, като силно меандрира, разделя се на ръкави и протоци и образува множество крайречни езера (старици). При град Гуасдуалито река Урибанте се съединява с идващата отдясно река Сараре и двете заедно образуват същинската река Апуре. Влива се отляво в река Ориноко на 27 m н.в., чрез три ръкава: Аричуна (десен, южен), Апуре (основен, среден) и Апурито (ляв, северен). Водосборният басейн на Апуре е крайно асиметричен за сметка на значително развитите леви притоци и почти пълното отсъствие на десни. Най-големите леви притоци са Сурипа, Канагуа, Маспаро (190 km) и Португеса (600 km), а най-големия десен – Гуаритико. Пълноводието ѝ е през дъждовния период от май до октомври-ноември, по време на което залива големи участъци от долината си в средното и долното си течение. Средният ѝ годишен отток е около 2000 m³/s. По време на дъждовния период е плавателна за плитко газещи речни съдове по цялото си протежение (до сливането на двете реки Урибанте и Сараре при град Гуасдуалито), а през сухия сезон – до град Сан Фернандо де Апуре (административен център на щата Апуре), разположен в устието на река Португеса.